# Leo Scheffczyk
Leo Scheffczyk (Beuthen, 21 de fevereiro de 1920 - Munique, 8 de dezembro de 2005) foi um cardeal e teólogo alemão. Ele foi um teólogo de longa data da Congregação para a Doutrina da Fé e um dos mais fortes defensores da ortodoxia durante o longo pontificado de João Paulo II. Durante as décadas de 1980 e 1990, criticou severamente alguns de seus ex-alunos, por exemplo, Leonardo Boff, que defendia uma versão marxista da teologia da libertação. Scheffczyk provavelmente desempenhou um papel importante na elaboração dos documentos mais polêmicos, como Ordinatio Sacerdotalis e Ad Tuendam Fidem. Ele foi nomeado cardeal em 2001. Ele foi considerado um importante pensador no catolicismo do final do século XX.

## Vida e carreira
Ele nasceu na cidade de Beuthen, hoje Bytom, na Polônia. Ele estudou durante a Segunda Guerra Mundial no famoso departamento de teologia da Universidade de Breslau. Ele se mudou depois para a Universidade de Munique. Scheffczyk foi ordenado sacerdote da Arquidiocese de Munique em 29 de junho de 1947.
Imediatamente, Scheffczyk assumiu o trabalho teológico e, dentro de um ano de sua ordenação, já era professor de teologia no seminário de Königstein im Taunus. Mais tarde, mudou-se para a universidade mais prestigiada de Tübingen. Durante esse tempo, seu conhecimento teológico já era imensamente apreciado por seus alunos, incluindo notáveis como Walter Kasper. Embora ele fosse imensamente conhecedor de assuntos como a Virgem Maria, Scheffczyk não era então considerado uma escolha provável para uma promoção na cúria papal. Ao contrário de teólogos como Yves Congar, ele permaneceu distante dos procedimentos do Concilio Vaticano II, embora, sem dúvida, tenha entendido muito bem seu pensamento.
Seu retorno à Universidade de Munique em 1965 coincidiu com longos períodos de escrita sobre vários tópicos teológicos.
Depois de 1978, Scheffczyk tornou-se um monsenhor. Embora ainda se dedicasse a escrever teologia, ele fez uma quantidade crescente de trabalho na Congregação para a Doutrina da Fé, muitas vezes sendo consultado por Ratzinger como a Congregação se dedicou a resolver questões teológicas. No entanto, Scheffczyk aparentemente nunca teve qualquer desejo de se tornar uma figura pública.

## Cardeal
João Paulo II, respondendo a solicitações feitas, entre outros, por cardeais Ratzinger e Dulles, [carece de fontes?] nomeamdo Scheffczyk um cardeal em 21 de Fevereiro de 2001. O título atribuído a ele era cardeal-diácono de São Francisco Xavier em Garbatella. Dada a sua idade, Scheffczyk pediu uma dispensa para não ser consagrado bispo (conforme exigido pela lei canônica moderna).

## Mariologia
Scheffczyk era um mariologista de vasta extensão, e mostrado em seu papel como co-editor e principal colaborador do Marienlexikon, um trabalho que totaliza cerca de 4000 páginas. Em seu artigo sobre Mariologia no Concílio Vaticano II, ele afirma que, ao perseguir o objetivo da unidade entre os cristãos, embora isso fosse legítimo, as crenças e devoções marianas haviam sido subestimadas por alguns representantes da Igreja Católica. Na sua opinião, este foi o caso do capítulo final da Constituição dogmática Lumen gentium do Vaticano II, que trata da Virgem Maria. Para Scheffczyk, neste capítulo mariano: "A frieza e a reserva deste documento podem ser explicadas, como é admitido abertamente, pela sua consideração pelos diálogos ecumênicos, especialmente com os protestantes. Embora justificável, o sucesso deste método não deve ser superestimado e não impedir a teologia de dizer mais". Ele discordou daqueles que consideraram o documento como não satisfazendo conservadores, liberais, ortodoxos e protestantes, afirmando que o documento contém elementos tangíveis para uma ligação mariológica de posições, embora ele conclua que tal resultado não tenha sido alcançado até agora.